# Hát (m)ilyenek a macskák?
A Hát (m)ilyenek a macskák? magyar televíziós 2D-s számítógépes animációs film, amelyet az M2 vetített.

## Ismertető
Sok érdekes van, amit tudni kell az állatokról. Fontos tudni, hol élnek, mivel táplálkoznak, mivel töltik a napjaikat, vagy éppen mit csinálnak éjszaka, mely állatok a rokonaik, és honnan örökölték a rossz és a jó tulajdonságaikat. Ebben az epizódban a macskák életéről megtudhatunk olyan dolgokat, amik fontosak. Sajdik Ferenc barátságos figurái segítenek, és Jávorka Ádám fülbemászó zenéje is.